# Draft NFL 1936
Il Draft NFL 1936, il primo della storia, si tenne l'8 febbraio 1936 al Ritz-Carlton Hotel di Philadelphia.
Il primo giocatore scelto della storia, Jay Berwanger, fu selezionato dai Philadelphia Eagles che però ritennero di non essere in grado di pagare il salario di mille dollari a gara da lui richiesto. Decisero così di scambiarne i diritti coi Chicago Bears per l'offensive tackle Art Buss. Berwanger e il proprietario dei Bears George Halas non riuscirono a raggiungere un accordo sul salario; Berwanger chiedeva 15.000 dollari, mentre Halas ne offrì al massimo 13.500, così Berwanger non giocò mai come professionista.

## Primo giro
|  | = Hall of Famer |

| Scelta | Squadra             | Giocatore         | Ruolo           | College         |
| ------ | ------------------- | ----------------- | --------------- | --------------- |
| 1      | Philadelphia Eagles | Jay Berwanger     | Halfback        | Chicago         |
| 2      | Boston Redskins     | Riey Smith        | Blocking Back   | Alabama         |
| 3      | Pittsburgh Pirates  | Bill Shakespeare  | Back            | Notre Dame      |
| 4      | Brooklyn Dodgers    | Dick Crayne       | Fullback        | Iowa            |
| 5      | Chicago Cardinals   | Jim Lawrence      | Wide Back       | Texas Christian |
| 6      | Chicago Bears       | Joe Stydahar      | Tackle          | West Virginia   |
| 7      | Green Bay Packers   | Russ Letlow       | Offensive guard | San Francisco   |
| 8      | Detroit Lions       | Sid Wagner        | Guard           | Michigan State  |
| 9      | New York Giants     | Art "Pappy" Lewis | Tackle          | Ohio            |

## Hall of Fame
All'annata 2013, quattro giocatori della classe del Draft 1936 sono stati inseriti nella Pro Football Hall of Fame:
- Dan Fortmann, Guard da Colgate scelto nel nono giro (78º assoluto) Chicago Bears.

Induzione: Professional Football Hall of Fame, classe del 1965.
- Joe Stydahar, Tackle da West Virginia Taken scelto come sesto assoluto dai Chicago Bears.

Induzione: Professional Football Hall of Fame, classe del 1967.
- Wayne Millner, End da Notre Dame scelto nell'ottavo giro (65º assoluto) dai Boston Redskins.

Induzione: Professional Football Hall of Fame, classe del 1968.
- Tuffy Leemans, Back dalla George Washington University scelto nel secondo giro (18º assoluto) New York Giants.

Induzione: Professional Football Hall of Fame, classe del 1978.